# Cratere Yoro
Yoro  è un cratere sulla superficie di Marte.